# Orcomimus
Orcomimus là tên không chính thức cho một chi khủng long chưa được mô tả sống vào thời kỳ Creta muộn..